# 이종근 (1907년)
이종근(李鍾根, 1907년 8월 27일 예산 ~ ?)은 대한민국의 정치인이다.

## 약력
- 충북 청주군 강외공립보통학교졸업
- 사법서사인가(대전지방법원)
- 청양사법서사조합장
- 대한독립촉성국민회 청양지부 총무부장
- 조선민족청년단 청양군 단장
- 1948년 5월 10일 : 제헌 국회의원(충남 청양)

## 역대 선거 결과
|  | 40.79% |

|  | 0% |

## 참고 자료
- 이종근 - 대한민국헌정회